# Антоновка-каменичка
«Антоновка-каменичка» — один из наиболее ценных сортов сортотипа «Антоновка».

## Происхождение и статус
Достоверной информации о происхождении «Антоновки-каменички» не имеется. Высказываются предположения, что сорт возник в Черниговской губернии. Среди специалистов нет устоявшейся точки зрения по вопросу, существует ли данный сорт на самом деле. И. В. Мичурин в 1929 году писал, что «Антоновка-каменичка» выпущена в продажу питомником Янихен и не имеет ничего общего с «Антоновкой». Из десяти специального изученных на Орловской плодово-ягодной опытной станции образцов, полученных из разных мест под именем «Антоновка-каменичка», девять оказались полностью идентичными «Антоновке обыкновенной», а один имел слишком отдалённое сходство с «Антоновкой» и не был причислен к её клонам. При этом в Каталоге мировой коллекции ВИР 1979 года, приводится подробное описание сорта.
Основным отличием от «Антоновки обыкновенной» большинство авторов указывают повышенную лёжкость плодов «Антоновки-каменички», а также их меньшие размеры, более плоскую форму и заметную покровную окраску в виде размытого жёлто-розового румянца на освещённой стороне. В Белоруссии каменичку часто путают с сортом «Антоновка белая». «Антоновка-каменичка» имеет желтоватые плоды, а о цвете плодов «Антоновки белой» говорит её название.
В СССР «Антоновка-каменичка» в течение четырёх десятилетий проходила госсортоиспытание и была районирована в Белоруссии и ряде районов РСФСР.

## Биологическое описание
Деревья «Антоновки-каменички» высотой ниже, чем у «Антоновки обыкновенной». Зимостойкость, урожайность и другие свойства такие-же. Крона шаровидная. Листья тёмно-зелёные, эллиптические или широкоовальные, с волнистыми, пильчатогородчатыми краями. Кора ветвей тёмно-коричневая. Почки на конце красные, меньше, чем у «Антоновки обыкновенной», и расположены ближе друг к другу. Цветки, в отличие от белых цветков «Антоновки», розоватые.
Плоды (яблоки) средней величины, симметричные, плоско-шаровидной формы, слаборебристые. Воронка средней ширины и довольно глубокая, оржавлённая. Блюдце просторное, неглубокое, иногда в мелких складочках; чашечка закрытая или полузакрытая (согласно другому источнику: блюдце довольно узкое). Плодоножка умеренно длинная или короткая, толстая, с раструбом у верхнего конца; за пределы воронки почти не выступает. Кожица слабо-душистая, блестящая, гладкая, светло-жёлтого цвета. У хорошо освещённых плодов «солнечная» сторона иногда со слабым румянцем. Мякоть желтовато-белая (согласно другому источнику: зеленовато-белая), нежная, сочная, кислая, в сыром виде посредственного вкуса (согласно другому источнику: хорошего кисло-сладкого вкуса).
Плоды прочно держатся на дереве. Хорошо выдерживают транспортировку. Сохраняются до глубокой зимы. Размер плодов меньше, чем у «Антоновки обыкновенной», они более уплощённые и белее. Собираются позже, но сохраняются примерно на месяц дольше и лучше переносят транспортировку. Довольно устойчиво к парше листьев и плодовой гнили, но в отдельные годы сильно страдает от пятнистости листьев и парши плодов.